# Tameme

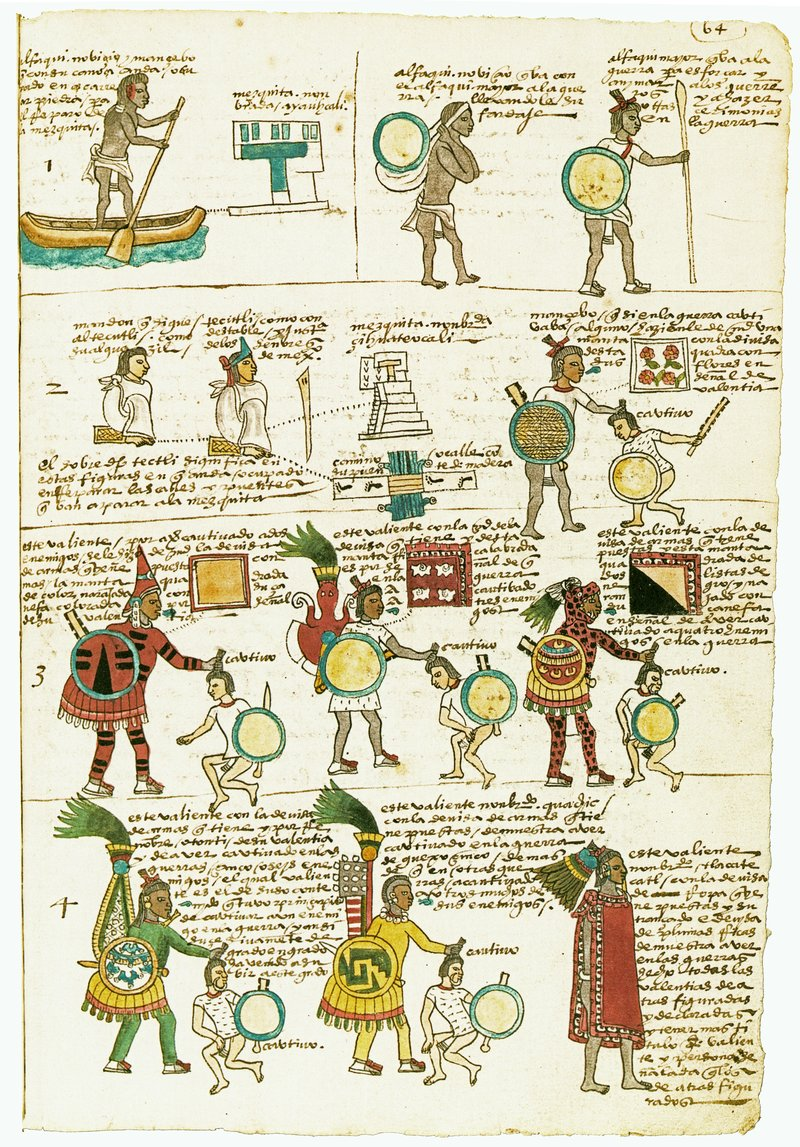
Detalle del Códice Mendoza en el que aparece un tameme caminando detrás de un guerrero (ángulo superior derecho).

Tameme una palabra que proviene del náhuatl tlamama, que significa cargar. En México significa persona cargadora. Los tamemes llevaban a sus espaldas las cargas que podían ser personas, tributos, artículos para comercio, etcétera. En América Central, los dominantes de cultura nahua-mexica a veces se servían de tamemes chibcha.[cita requerida]

## Historia
En el México prehispánico, y en general en toda Mesoamérica, no existía animal alguno capaz de utilizarse en la carga y transporte de mercancías y se tuvo que emplear al hombre, es así como surgió el "tameme". A partir de la llegada de los españoles a la zona (primeras expediciones a partir del año 1493), se comienzan a sustituir en algunas ocasiones por animales, como los caballos que llevaban los conquistadores, pero aún no se llevaban específicamente para la carga sino para el combate, por lo que los porteadores eran aún utilizados profusamente. 

## Características del oficio
Miguel León-Portilla, describe al tameme como "cargador entrenado desde la infancia, procedente de la clase de los macehuales, dedicado exclusivamente al transporte de mercancías en la cultura azteca".[cita requerida] Empezaban a ejercitarse desde la infancia, transportaban en promedio 23 kilos y hacían un recorrido diario de 21 a 25 kilómetros antes de ser relevados.
Con la conquista española, en 1521 llegaron las primeras especies domésticas de carga, pero siguieron utilizándose a los tamemes por la carencia de caminos; eran considerados de categoría inferior en la escala social, sólo un poco superior a la de los simples soldados de su milicia. Existían tamemes que, ubicados en la parte exterior de los mercados o tianguis, prestaban servicios transportando las compras que en ellos se hacían; sin embargo, los tamemes más importantes eran los que prestaban servicio en las expediciones de los mercaderes.
Antes de salir cada expedición, se calculaba cuidadosamente el número de tamemes que incluía, teniendo en cuenta el tiempo de su duración, el número de bajas posible en su transcurso, etc. Cargaban toda la mercancía que el mercader se disponía a vender en el viaje, el que con frecuencia tenía una duración de años. Cuando la expedición llegaba a un lugar de descanso, se les concedían especiales atenciones para el paso de la noche, para que pudieran recuperar lo extenuante de sus esfuerzos, reconociendo así el valor de su labor. Cuando regresaban a la base, los tamemes de expedición se dedicaban a descansar, no actuando en los tianguis, ni mezclándose con los otros tamemes.
En zonas de difícil acceso o por motivos económicos, se sigue ejerciendo esta profesión incluso en nuestros días.

## Usos e instrumentos
Los tamemes utilizaban en su trabajo el mecapal, que era una banda frontal ancha y gruesa de cuero que lleva un mecate de ixtle en cada extremo que sostenía la carga a la espalda del tameme, en algunos mecapales se utilizaban estructuras de textiles y madera. 